# Onyx Boox
ONYX BOOX — это бренд устройств для чтения электронных книг, выпускаемых компанией ONYX International, которая базируется в Китае, в городе Гуанчжоу. ONYX International осуществляет полный цикл создания устройств, начиная от разработки технического дизайна и написания программного обеспечения и заканчивая конвейерной сборкой.
С декабря 2024 года в случае с моделями, выпускаемыми специально для российского рынка, используется бренд ОНИКС БУКС.

## История
Компания ONYX International была основана в 2008 году инженерами, имевшими опыт работы в фирмах IBM, Google, Microsoft. Первый ридер компании — ONYX BOOX 60 — был представлен в 2009 году. Это устройство обладало оригинальным дизайном, вскоре получившим престижную премию Red Star Design Award. Оно было оснащено 6-дюймовым дисплеем E-Ink Vizplex, тачскрином от Wacom и Wi-Fi модулем, позволявшим подключаться к интернету и просматривать веб-сайты. Сначала ONYX BOOX 60 продавался только в Китае, но затем стал поставляться и в другие страны: Сингапур, Нидерланды, Германию, Польшу, а также США. С конца 2009 года ридеры ONYX BOOX начали официально продаваться и в России. Эксклюзивным дистрибьютором ONYX в России и Беларуси стала компания МакЦентр.
Модельный ряд ридеров ONYX BOOX постепенно расширялся. Весной 2010 года была выпущена более бюджетная модель ONYX BOOX 60S — без тачскрина и Wi-Fi модуля. Примерно тогда же начались продажи чёрного ONYX BOOX 60 (до этого выпускались устройства только белого цвета), а осенью 2010 года появились улучшенные версии этих моделей: ONYX BOOX A60 и A60S. Они получили дополнительную рамку, защищающую дисплей от повреждений, а также новое программное обеспечение. По итогам 2010 года ридеры ONYX BOOX были признаны продуктом года по версии проекта РБК Zoom.Cnews.
В марте 2011 года было выпущено первое официально представленное в России устройство с экраном E Ink Pearl (модель ONYX BOOX A61S Hamlet), а в июне на рынок вывели ридер ONYX BOOX M91S Odysseus. Чуть позже появилась модель ONYX BOOX M90 — первое в мире устройство с сенсорным 9,7-дюймовым экраном E Ink Pearl. Ближе к концу года компания ONYX International провела почти полную смену модельного ряда и выпустила электронные книги на базе более современных процессоров Freescale i.MX508. Новая модель BOOX i62 Nautilus получила инфракрасный сенсорный экран с поддержкой функции мультитач, а читалка ONYX BOOX A62 Эркюль Пуаро стала первым в мире устройством с сенсорным 6-дюймовым экраном высокого разрешения E Ink Pearl HD.
Осенью 2012 года ONYX впервые представил модель с экраном E Ink Pearl HD и подсветкой экрана — i62ML Aurora; в следующем году она была удостоена ежегодной национальной премии «Продукт года». Эту же премию устройства ONYX BOOX получили ещё трижды: в 2014 году (модель C63ML Magellan), 2016 году (модель C67ML Darwin) и 2017 году (модель Monte Cristo 2). Кроме того, ридеры ONYX BOOX удостаивались разнообразных наград от изданий CNews, ComputerBuild, PC Magazine, IT Expert, UPgrade, «Мир ПК» и других.
В 2013 году компания ONYX International начала перевод своих устройств с мобильной версии Linux на ОС Android. Были выпущены модели i63SL Kepler, i63SML Kopernik, i63ML Maxwell и другие. Годом позже было начато сотрудничество с фирмой eBook Applications LLC — и на свет появились так называемые фанбуки, то есть ридеры, посвященные творчеству конкретных писателей. Они были снабжены уникальным программным обеспечением, а также авторским интерфейсом и предустановленным контентом.
Помимо этого, в 2014 году были представлены первые читалки ONYX BOOX с 6,8-дюймовыми экранами: модели T68 Lynx, T76SML Nefertiti и T76ML Cleopatra. В следующем году свет увидела первая 8-дюймовая электронная книга от ONYX BOOX — модель i86ML Moby Dick. В 2016 году в продажу поступила модель Prometheus (первая в мире 9,7-дюймовая E Ink читалка с подсветкой), а годом позже на свет появилась её обновленная версия — Prometheus 2, первая в мире электронная книга с 9,7-дюймовым экраном E Ink Carta.
В 2018 году бренд ONYX BOOX представил модели Note и Max 2, которые были оснащены двумя тачскринами (ёмкостным и индукционным) и большими дисплеями E Ink Mobius на пластиковой подложке (диагонали — соответственно 10,3" и 13,3"). По состоянию на май 2025 года серия Note до сих пор присутствует в ассортименте ONYX BOOX, а вот на место серии Max в 2022 году пришла серия Tab X. Помимо этого, в том же 2022 году появилась серия Tab Ultra, в рамках которой выпускаются ридеры с 10,3-дюймовым дисплеем, камерой, увеличенным объёмом памяти и интерфейсом, сильно напоминающим интерфейс классических планшетов. Модель Tab Ultra C, представленная весной 2023 года, стала первым 10,3-дюймовым ридером ONYX BOOX с цветным экраном (в данном случае это экран E Ink Kaleido 3), а осенью 2023 года бренд выпустил ещё одну (более дешёвую) читалку с таким же цветным экраном — Note Air 3 °C.
Кроме того, с 2018 года бренд ONYX BOOX начал уделять большое внимание читалкам с 7,8-дюймовыми дисплеями. Именно тогда была начата серия Nova, которую в 2020 году дополнила серия Kon-Tiki, а в 2022 году — серия Edison. Устройства последних двух серий были предназначены в первую очередь для российского рынка и отличались от устройств серии Nova отсутствием индукционного тачскрина Wacom и стилуса с поддержкой 4096 уровней нажатия. Это отличие позволило существенно снизить цену, даже несмотря на включение в комплект качественной обложки.
В августе 2023 года на смену читалкам серии Nova пришли ридеры Tab Mini C, оснащаемые цветным 7,8-дюймовым дисплеем E Ink Kaleido 3 и двумя тачскринами, а в мае 2024 года была выпущена модель Faraday, оснащённая аналогичным экраном, но лишь с одним тачскрином. Модели с чёрно-белыми 7,8-дюймовыми экранами — Edison, Kon-Tiki 3, Nova Air 2 — были сняты с производства в 2023—2024 годах из-за того, что такие экраны перестали выпускаться, но весной 2025 года была представлена модель Кон-Тики 3.
Активно занимаясь разработкой устройств с большими дисплеями, марка ONYX BOOX продолжила уделять внимание и более компактным устройствам — с 6- и 7-дюймовыми экранами. Например, в 2016 году была представлена модель Monte Cristo в металлическом корпусе и с защитным стеклом. В 2017 году её обновили дважды (что вызвало недовольство некоторых покупателей), а затем были ещё два «переиздания», однако в 2021 году данная серия была закрыта. Серия Robinson Crusoe, в рамках которой выпускались влагозащищённые ридеры, была остановлена ещё раньше. Продолжения не получила и выпущенная в 2018 году модель ONYX Моя Первая Книга — первая в мире читалка, сделанная специально для детей.
С другой стороны, в 2019—2025 годах в ассортименте ONYX BOOX появились новые шести- и семидюймовые устройства для широкой аудитории: читалки из серий Bering, Faust, Galileo, Go, Kant, Leaf, Livingstone, Page, Palma, Poke, Raphael, Volta. Модель Poke 2 Color, представленная в 2020 году, стала первой читалкой ONYX BOOX с цветным экраном, а в 2024 году на свет появились Go Color 7 и Raphael — ридеры с 7-дюймовым цветным дисплеем E Ink Kaleido 3, который значительно превосходит по качеству цветопередачи более старые экраны E Ink Kaleido первого поколения, устанавливавшиеся в Poke 2 Color.
В августе 2023 года была представлена модель Kant в корпусе с форм-фактором смартфона, а в октябре того же года — модель Palma в аналогичном корпусе, но с камерой, более мощным процессором и большим объёмом памяти. Обновлённые версии этих устройств (Kant 2 и Palma 2) поступили в продажу в 2024 году. Планомерно продолжает развиваться и самая популярная серия — Darwin, история которой началась ещё в 2015 году. По состоянию на май 2025 года в магазинах продаётся уже Дарвин 11, десятая модель серии.
Кроме того, в 2021 году марка ONYX BOOX открыла новое для себя направление и выпустила два E Ink монитора — модели Mira и Mira Pro. Монитор Mira оснащался 13,3-дюймовым дисплеем с тачскрином и подсветкой, а монитор Mira Pro — 25,3-дюймовым дисплеем без тачскрина и подсветки; впрочем, в конце 2023 года была представлена новая версия Mira Pro — с подсветкой экрана. Модель Mira сняли с производства в 2024 году, но обновлённая версия Mira Pro по состоянию на май 2025 года ещё выпускалась. Помимо этого, в апреле 2025 года было объявлено о выпуске первого монитора ONYX BOOX с цветным 25,3-дюймовым экраном — Mira Pro Color.
В декабре 2024 года компания «МакЦентр» (эксклюзивный дистрибьютор устройств ONYX BOOX в России) сообщила о том, что читалки, разработанные специально для российского рынка, отныне будут выпускаться под маркой ОНИКС БУКС и иметь кириллические названия. Тогда же были анонсированы новые модели с 6- и 7-дюймовыми экранами: ОНИКС БУКС Беринг 5, Вольта 6, Галилео 2, Дарвин 11 и Фауст 7. Немного позже — в январе 2025 года — в продажу поступили читалки ОНИКС БУКС Кант 3 и Ломоносов 3, а в апреле 2025 года были выпущены ONYX BOOX Note Max и ОНИКС БУКС Рафаэль 2, Фарадей 2 и Кон-Тики 4.

## Актуальные модели (по состоянию на май 2025 года)

### ОНИКС БУКС Беринг 5, Фауст 7 и Дарвин 11
Эти ридеры выпускаются в одних и тех же корпусах и очень похожи друг на друга. Они оснащаются боковыми кнопками листания, 6-дюймовым дисплеем E Ink Carta с тачскрином и подсветкой, 8-ядерным процессором с тактовой частотой 2 ГГц, 2 Гб оперативной памяти, 32 Гб постоянной памяти, слотом для карт памяти microSDXC, портом USB-C, аккумулятором ёмкостью 3000 мАч, а также модулями Wi-Fi 802.11 b/g/n/ac и Bluetooth 5.0. В качестве операционной системы используется Android 11.
Основная разница между этими моделями заключается в характеристиках дисплеев. Экраны Дарвин 11 и Фауст 7 являются более контрастными и более быстрыми, чем экран Беринг 5. Разрешение экрана Дарвин 11 составляет 1072*1448 пикселей; разрешение экрана Фауст 7 — 758*1024 пикселя; разрешение экрана Беринг 5 — 600*800 пикселей. Кроме того, на Дарвин 11 и Фауст 7 можно регулировать оттенок (цветовую температуру) подсветки, а на Беринг 5 такой возможности нет. Наконец, в комплект поставки Дарвин 11 и Фауст 7 входит чехол-обложка из искусственной кожи, а к Беринг 5 чехол-обложка не прилагается.

### ОНИКС БУКС Вольта 6
Эта модель заметно отличается по дизайну от описанных выше читалок Беринг 5, Фауст 7 и Дарвин 11, но при этом похожа на них по характеристикам. Она оснащается 6-дюймовым дисплеем E Ink Carta с разрешением 758*1024 пикселя, который дополнен тачскрином и подсветкой. Кроме того, на Вольта 6 установлены 8-ядерный процессор с тактовой частотой 2 ГГц, 2 Гб оперативной памяти, 32 Гб постоянной памяти, слот для карт памяти microSDX, порт USB-C, аккумулятор ёмкостью 3000 мАч, а также модули Wi-Fi 802.11 b/g/n/ac и Bluetooth 5.0. В качестве операционной системы используется Android 11. В комплект входит чехол-обложка из искусственной кожи, оснащённый встроенными кнопками листания.

### ONYX BOOX Go 6
Эта очень компактная и лёгкая модель оснащается 6-дюймовым дисплеем E Ink Carta Plus с разрешением 1072*1448 пикселей, который дополнен тачскрином, подсветкой и защитным стеклом ONYX Glass. На борту имеются 8-ядерный процессор с тактовой частотой 2 ГГц, 2 Гб оперативной памяти, 32 Гб постоянной памяти, слот для карт памяти microSDXC, порт USB-C, аккумулятор ёмкостью 1500 мАч, микрофон, а также модули Wi-Fi 802.11 b/g/n/ac и Bluetooth 5.0. В качестве операционной системы используется Android 11. Чехла в комплекте нет.

### ОНИКС БУКС Кант 3 и ONYX BOOX Palma и Palma 2
Эти модели выпускаются в одних и тех же вытянутых корпусах с форм-фактором смартфона. Они оснащаются 6,13-дюймовым дисплеем E Ink Carta Plus с разрешением 824*1648 пикселей, который дополнен тачскрином, подсветкой и защитным стеклом ONYX Glass. На борту имеются 8-ядерный процессор с тактовой частотой 2 ГГц, слот для карт памяти microSDXC, порт USB-C, аккумулятор ёмкостью 3950 мАч, G-сенсор, а также модули Wi-Fi 802.11 b/g/n/ac и Bluetooth. Есть защита от брызг.
Разница между этими моделями заключается в объёме оперативной и постоянной памяти (2/32 Гб у Кант 3, 6/128 Гб у Palma и Palma 2), количестве динамиков и микрофонов (один динамик и один микрофон у Кант 3, два динамика и два микрофона у Palma и Palma 2), версии операционной системы (Android 11 у Кант 3 и Palma, Android 13 у Palma 2), комплектации (к модели Кант 3 прилагается чехол, а к моделям Palma и Palma 2 — нет), версии Bluetooth (5.0 у Кант 3 и Palma, 5.1 у Palma 2), быстродействии процессора (у Palma 2 оно повыше, чем у Palma и Кант 3).
Кроме того, читалки Palma и Palma 2 оснащены 16-мегапиксельной камерой, а на Кант 3 камера отсутствует. Помимо этого, на Palma 2, в отличие от Palma и Кант 3, есть сканер отпечатка пальца. Наконец, программное обеспечение Кант 3 несколько отличается от программного обеспечения Palma и Palma 2: оно включает программу AlReaderX Pro и два дополнительных варианта библиотеки (книжной полки).

### ОНИКС БУКС Галилео 2 и ONYX BOOX Go 7
Эти ридеры выпускаются в одних и тех же корпусах с боковыми кнопками листания и очень похожи друг на друга. Они оснащаются 7-дюймовым дисплеем E Ink Carta Plus с разрешением 1264*1680 пикселя, который дополнен тачскрином, подсветкой и защитным стеклом. На борту имеются 8-ядерный процессор с тактовой частотой 2 ГГц, слот для карт памяти microSDXC, порт USB-C, микрофон, динамик, G-сенсор, аккумулятор ёмкостью 2300 мАч, а также модули Wi-Fi 802.11 b/g/n/ac и Bluetooth.
Разница между этими моделями заключается в объёме оперативной и постоянной памяти (2/32 Гб у Галилео 2 против 4/64 Гб у Go 7), версии Bluetooth (5.0 у Галилео 2 против 5.1 у Go 7), версии операционной системы (Android 11 у Галилео 2 против Android 13 у Go 7), комплектации (к модели Галилео 2 прилагается чехол, а к модели Go 7 — нет). Кроме того, на Go 7 есть дополнительный тачскрин metal mesh, поддерживающий специальный стилус, а на Галилео 2 такого тачскрина нет.
Наконец, программное обеспечение Галилео 2 несколько отличается от программного обеспечения Go 7: оно включает программу AlReaderX Pro и два дополнительных варианта библиотеки (книжной полки).

### ОНИКС БУКС Рафаэль 2 и ONYX BOOX Go Color 7 и Go Color 7 (Gen II)
Эти модели выпускаются в одних и тех же корпусах с боковыми кнопками листания и очень похожи друг на друга. Они оснащаются цветным 7-дюймовым дисплеем E Ink Kaleido 3, отображающим 4096 цветов. Этот дисплей обладает разрешением 1264*1680 пикселей в режиме «16 градаций серого» и 632*840 пикселей в цветном режиме. Он дополнен тачскрином, подсветкой и — в случае с Рафаэль 2, Go Color 7 (Gen II) и Go Color 7 в чёрном корпусе — защитным стеклом (на белом Go Color 7 защитного стекла нет). На борту Рафаэль 2, Go Color 7 и Go Color 7 (Gen II) имеются 8-ядерный процессор, слот для карт памяти microSDXC, порт USB-C, микрофон, динамик, G-сенсор, аккумулятор ёмкостью 2300 мАч, а также модули Wi-Fi 802.11 b/g/n/ac и Bluetooth 5.
Разница между этими моделями заключается в объёме оперативной и постоянной памяти (2/32 Гб у Рафаэль 2 против 4/64 Гб у Go Color 7 и Go Color 7 (Gen II)), версии Bluetooth (5.0 у Рафаэль 2 и Go Color 7 против 5.1 у Go Color 7 (Gen II)), версии операционной системы (Android 11 у Рафаэль 2, Android 12 у Go Color 7 и Android 13 у Go Color 7 (Gen II)), комплектации (к Рафаэль 2 прилагается чехол, а к Go Color 7 и Go Color 7 (Gen II) — нет), быстродействии процессоров (у Go Color 7 и Go Color 7 (Gen II) процессоры более быстрые, чем у Рафаэль 2). Кроме того, на Go Color 7 (Gen II) есть дополнительный тачскрин Metal mesh, поддерживающий специальный стилус, а на Рафаэль 2 и Go Color 7 такого тачскрина нет.
Наконец, программное обеспечение Рафаэль 2 несколько отличается от программного обеспечения Go Color 7 и Go Color 7 (Gen II): оно включает программу AlReaderX Pro и два дополнительных варианта библиотеки (книжной полки).

### ОНИКС БУКС Кон-Тики 4 и Фарадей 2
Эти модели выпускаются в одних и тех же корпусах и очень похожи друг на друга. Они оснащаются цветным 7,8-дюймовым E Ink дисплеем с защитным стеклом, тачскрином и подсветкой, 8-ядерным процессором с тактовой частотой 2 ГГЦ, 3 Гб оперативной памяти, 32 Гб постоянной памяти, портом USB-C, двумя динамиками, микрофоном, аккумулятором ёмкостью 5000 мАч, G-сенсором, а также модулями Wi-Fi 802.11 b/g/n/ac и Bluetooth 5.0. В качестве операционной системы используется Android 11. В комплект входит чехол-обложка.
Разница между Кон-Тики 4 и Фарадей 2 заключается в характеристиках дисплеев. Кон-Тики 4 оснащается дисплеем E Ink Carta Plus, отображающим 16 градаций серого и обладающим разрешением 1404*1872 пикселя, а на Фарадей 2 установлен дисплей E Ink Kaleido 3, отображающий 4096 цветов и обладающий разрешением 1404*1872 пикселя в режиме «16 градаций серого» и 702*936 пикселей в цветном режиме.

### ОНИКС БУКС Ломоносов 3
Этот ридер оснащается 10,3-дюймовым дисплеем E Ink Carta Plus с разрешением 1860*2480 пикселей. Дисплей здесь дополнен тачскрином, подсветкой и защитным стеклом ONYX Glass. На борту ОНИКС БУКС Ломоносов 3 имеются 8-ядерный процессор с тактовой частотой 2.4 ГГц, 4 Гб оперативной памяти, 64 Гб постоянной памяти, порт USB-C, аккумулятор ёмкостью 3700 мАч, микрофон, два динамика, G-сенсор, а также модули Wi-Fi 802.11 b/g/n/ac и Bluetooth 5.0. В качестве операционной системы используется Android 12. В комплект входит чехол-обложка с функцией подставки.

### ONYX BOOX Go 10.3
Этот ридер похож на ОНИКС БУКС Ломоносов 3. Он тоже оснащается 10,3-дюймовым дисплеем E Ink Carta Plus с разрешением 1860*2480 пикселей. Дисплей здесь дополнен защитным стеклом ONYX Glass и двумя тачскринами — ёмкостным и индукционным (производителем индукционного тачскрина является фирма Wacom). Подсветки экрана тут нет.
На борту ONYX BOOX Go 10.3 имеются 8-ядерный процессор с тактовой частотой 2.4 ГГц, 4 Гб оперативной памяти, 64 Гб постоянной памяти, порт USB-C, аккумулятор ёмкостью 3700 мАч, микрофон, два динамика, G-сенсор, а также модули Wi-Fi 802.11 b/g/n/ac и Bluetooth 5.0. В качестве операционной системы используется Android 12. Чехла-обложки в комплекте нет, но зато к ридеру прилагается стилус Wacom с поддержкой 4096 степеней нажатия.

### ONYX BOOX Note Air 4 °C
Эта модель оснащается 10,3-дюймовым дисплеем E Ink Kaleido 3, отображающим 4096 цветов. Разрешение этого экрана в режиме «16 градаций серого» составляет 1860*2480 пикселей, а в цветном режиме — 930*1240 пикселей. Экран здесь дополнен подсветкой, защитным стеклом и двумя тачскринами — ёмкостным и индукционным. Производителем индукционного тачскрина является фирма Wacom.
На борту ONYX BOOX Note Air 4 °C имеются 8-ядерный процессор с тактовой частотой 2.4 ГГц, 6 Гб оперативной памяти, 64 Гб постоянной памяти, слот для карт памяти microSDXC, порт USB-C, сканер отпечатка пальца, аккумулятор ёмкостью 3700 мАч, микрофон, два динамика, G-сенсор, а также модули Wi-Fi 802.11 b/g/n/ac и Bluetooth 5.1. В качестве операционной системы используется Android 13. Чехла-обложки в комплекте нет, но зато к ридеру прилагается стилус Wacom с поддержкой 4096 степеней нажатия.

### ONYX BOOX Tab Ultra C Pro
Эта модель оснащается 10,3-дюймовым дисплеем E Ink Kaleido 3, отображающим 4096 цветов. Разрешение этого экрана в режиме «16 градаций серого» составляет 1860*2480 пикселей, а в цветном режиме — 930*1240 пикселей. Экран здесь дополнен подсветкой, защитным стеклом и двумя тачскринами — ёмкостным и индукционным. Производителем индукционного тачскрина является фирма Wacom.
На борту ONYX BOOX Tab Ultra C Pro имеются 8-ядерный процессор с тактовой частотой 2.8 ГГц, 6 Гб оперативной памяти, 128 Гб постоянной памяти, слот для карт памяти microSDXC, порт USB-C, 16-мегапиксельная камера, сканер отпечатка пальца, аккумулятор ёмкостью 4600 мАч, микрофон, два динамика, G-сенсор, а также модули Wi-Fi 802.11 b/g/n/ac и Bluetooth 5.0. В качестве операционной системы используется Android 12. Чехла-обложки в комплекте нет, но зато к ридеру прилагается стилус Wacom с поддержкой 4096 степеней нажатия.

### ONYX BOOX Note Max
Эта модель оснащается 13,3-дюймовым дисплеем E Ink Carta Plus с разрешением 2400*3200 пикселей. Дисплей здесь дополнен защитным стеклом ONYX Glass и двумя тачскринами — ёмкостным и индукционным (производителем индукционного тачскрина является фирма Wacom). Подсветки экрана тут нет.
На борту ONYX BOOX Note Max имеются 8-ядерный процессор с тактовой частотой 2.8 ГГц, 6 Гб оперативной памяти, 128 Гб постоянной памяти, порт USB-C, аккумулятор ёмкостью 3700 мАч, микрофон, два динамика, G-сенсор, а также модули Wi-Fi 802.11 b/g/n/ac и Bluetooth 5.1. В качестве операционной системы используется Android 13. Чехла-обложки в комплекте нет, но зато к ридеру прилагается стилус Wacom с поддержкой 4096 степеней нажатия.

### ONYX BOOX Tab X и Tab X C
Эти ридеры оснащаются 13,3-дюймовыми E Ink дисплеями, которые дополнены подсветкой, защитным стеклом и двумя тачскринами — ёмкостным и индукционным. (производителем индукционного тачскрина является фирма Wacom). На борту ONYX BOOX Tab X и Tab X C имеются 8-ядерный процессор, 6 Гб оперативной памяти, 128 Гб постоянной памяти, порт USB-C, микрофон, два динамика, G-сенсор, а также модули Wi-Fi 802.11 b/g/n/ac и Bluetooth 5.0. Чехла-обложки в комплекте нет, но зато в комплекте есть стилус Wacom с поддержкой 4096 степеней нажатия.
Разница между Tab X и Tab X C заключается в дизайне, эргономике, мощности процессора (у Tab X C процессор заметно мощнее), весе (Tab X C на 65 граммов тяжелее), ёмкости аккумулятора (5500 мАч у Tab X C против 6300 мАч у Tab X), версии операционной системы (Android 13 у Tab X C против Android 11 у Tab X), а также в характеристиках дисплеев. ONYX BOOX Tab X оснащается дисплеем E Ink Mobius Carta (с пластиковой подложкой), отображающим 16 градаций серого (программно — до 256) и обладающим разрешением 1650*2200 пикселей. На ONYX BOOX Tab X C устанавливается дисплей E Ink Kaleido 3 (со стеклянной подложкой), отображающий 4096 цветов и обладающий разрешением 2400*3200 пикселей в режиме «16 градаций серого» и 1200*1600 пикселей в цветном режиме.

### ONYX BOOX Mira Pro и Mira Pro Color
Эти мониторы выпускаются в одних и тех же корпусах и очень похожи друг на друга. Они оснащаются 25,3-дюймовым экраном с подсветкой, а также двумя динамиками, подставкой-держателем, креплением VESA 75 и портами HDMI, Mini HDMI, USB-C, DisplayPort.
Разница между Mira Pro и Mira Pro Color заключается в характеристиках дисплеев. Mira Pro оснащается дисплеем E Ink Carta, отображающим 16 градаций серого и обладающим разрешением 1800*3200 пикселей, а на Mira Pro Color установлен дисплей E Ink Kaleido 3, отображающий 4096 цветов и обладающий разрешением 1800*3200 пикселя в режиме «16 градаций серого» и 900*1600 пикселей в цветном режиме.

## Выпускавшиеся ранее модели
Полный список моделей ONYX BOOX можно найти на соответствующей странице официального сайта производителя. На сегодняшний день их уже больше ста. Актуальные модели выделены в этом списке зелёным цветом.

## Программное обеспечение ONYX BOOX
Все модели ридеров ONYX BOOX, выпущенные с 2014 года, работают под управлением операционной системы Android, дополненной фирменной оболочкой ONYX. Версия операционной системы зависит от модели:
- Go 7, Go Color 7 (Gen II), Note Air 4 °C, Note Max, Palma 2, Tab X C — Android 13;
- Ломоносов 3, Go Color 7, Go 10.3, Note Air 3, Note Air 3 °C, Tab Ultra C Pro — Android 12;
- Беринг 5, Вольта 6, Дарвин 11, Галилео 2, Кант 3, Кон-Тики 4, Фарадей 2, Фауст 7, Bering 4, Darwin 9, Darwin X, Faraday, Faust 5, Faust 6, Galileo, Go 6, Kant, Kant 2, Kon-Tiki 3, Leaf 2, Livingstone 2, Livingstone 3, Magellan 5, MAX Lumi 2, Note 4, Note 5, Note Air 2, Note Air 2 Plus, Nova Air 2, Nova Air C, Page, Palma, Poke 4 Lite, Poke 5, Raphael, Tab Mini C, Tab Ultra, Tab Ultra C, Tab X, Volta 4, Volta 5 — Android 11;
- Edison, Kon-Tiki 2, Leaf, Lomonosov, Lomonosov 2, MAX Lumi, Note 3, Note Air, Nova 3, Nova 3 Color, Nova Air, Poke 3, Poke 3 SE — Android 10;
- Kon-Tiki, MAX 3, Nova 2, Note 2, Poke 2, Poke 2 Color — Android 9;
- Euclid, Gulliver, MAX 2, Note, Note Pro, Nova, Nova Pro, Poke Pro — Android 6;
- Все остальные модели — Android 4.4 или ещё более ранняя версия.

Все модели, работающие под управлением Android 10 или более ранних версий, по состоянию на май 2025 года были сняты с производства.
На все ридеры ONYX BOOX с операционной системой Android можно ставить дополнительные программы, совместимые с соответствующей версией Android, но следует учитывать особенности экранов E Ink: они довольно медленные и в большинстве случаев чёрно-белые (точнее, поддерживают лишь 16 градаций серого — за исключениями моделей с цветными экранами E Ink Kaleido). Нет никакого смысла ставить динамичные игры, видеоплееры и т. д.
Устанавливать программы можно как из файлов .APK, так и из магазинов приложений, включая Google Play и RuStore. На ряде старых моделей ONYX BOOX магазин Google Play начинает работать только после дополнительной процедуры активации, которую может осуществить сам пользователь согласно инструкции. На ридерах ONYX BOOX с Android 4.4 (и более ранними версиями) Google Play активировать невозможно; более того, программы, требующие тех или иных сервисов Google, работать на таких устройствах не смогут.
С начала 2024 года на все модели ридеров ONYX BOOX / ОНИКС БУКС, выпускаемые специально для российского рынка, стали предустанавливать магазин приложений RuStore. При этом магазин Google Play по-прежнему доступен.

### Предустановленные программы
Ниже приведён список программ, предустановленных на устройствах ONYX BOOX с версиями Android 10, 11, 12 и 13. На более старых устройствах некоторые программы отсутствуют или называются по-другому.
- BooxDrop (программа для беспроводной передачи файлов по локальной сети или с использованием облачного сервиса ONYX)
- Neo Reader 3.0 (программа для чтения книг, документов и комиксов, а также для просмотра изображений)
- NeoBrowser (интернет-браузер)
- WEB-чтение (программа для чтения RSS-лент и разнообразных статей из интернета)
- Галерея (программа для просмотра изображений и видео)
- Заметки (программа для создания рукописных заметок и рисования; есть только на устройствах со стилусом)
- Заставки
- Звукозапись (Запись Звука / Диктофон)
- Календарь
- Калькулятор (называется «ЭВМ»)
- Плеер
- Словари
- Часы (с будильником, таймером и секундомером)

По состоянию на май 2025 года на моделях, созданных специального для российского рынка, дополнительно установлены следующие программы:
- AlReaderX Pro (приложение для чтения книг, документов и комиксов);
- Яндекс Книги;
- RuStore.

### Поддерживаемые форматы файлов
Ридеры ONYX BOOX поддерживают очень большое количество форматов. Спектр поддерживаемых «из коробки» форматов зависит от модели устройства. Ниже приведён список форматов, которые «из коробки» поддерживают все выпускаемые по состоянию на май 2025 года устройства.
- Электронные книги и документы: AZW3, CAJ, CHM, DJVU, FB2, FB2.ZIP, DOC, DOCX, EPUB, HTML, MOBI, PDF, PRC, RTF, TXT
- Комиксы: CBZ, CBR
- Музыка: M4A, MP3, OGG, WAV, WMA
- Презентации: PPT, PPTX
- Фотографии: BMP, GIF, JPG, PNG, SVG, TIFF, WEBP

Модели, созданные специально для российского рынка, «из коробки» поддерживают и несколько других форматов: ACBF, FB3, FBZ, MAFF, MD, ODT, PDB, RST, XML.

### Функционал при чтении книг и документов
При чтении книг и документов на ридерах ONYX BOOX доступен очень широкий спектр функций. Например, в случае с файлами в текстовых форматах (FB2, MOBI, EPUB и т. п.) можно тонко настроить ширину полей, величину отступа между параграфами, величину межстрочного интервала, вид и размер шрифта; имеются возможности автоматического перелистывания страниц, поиска по тексту, использования словарей и онлайн-переводчиков; кроме того, можно устанавливать закладки, добавлять комментарии, выделять текст маркером, использовать автоматическое собираемое оглавление книги, сохранять цитаты в отдельный файл и т. д.
При чтении PDF и DJVU можно пользоваться различными режимами масштабирования (включая режим Reflow), автоматическим перелистыванием страниц, навигацией по оглавлению книги; кроме того, есть возможность сделать шрифт более жирным, отрегулировать контраст, убрать водяные знаки, а также обрезать поля, вручную указав границы текстового поля. Помимо этого, при чтении многих PDF и некоторых DJVU доступны возможности выделения текста маркером, добавления комментариев, поиска по тексту, использования словарей и онлайн-переводчиков. Программное обеспечение ридеров ONYX BOOX распознаёт OCR слои, которые бывают в некоторых файлах PDF и DJVU и даже может импортировать некоторые пометки, которые были сделаны в файлах PDF ещё до их загрузки на устройство.

### Словари
Встроенное приложение «Словари» поддерживает словари форматов StarDict и MDict, а также позволяет пользоваться онлайн-переводчиками и онлайн-словарями (включая Wikipedia). При желании можно поставить дополнительные приложения, совместимые с соответствующей версией Android (в частности, Lingvo, GoldenDict, Fora Dictionary).
Следует отметить, что словарями и онлайн-переводчиками можно пользоваться прямо при чтении книг: слово или фраза выделяется пальцем, после чего во всплывающем окошке отображается определение или перевод (но в случае с фразами нужно сперва выбрать иконку онлайн-переводчика в появившемся контекстном меню). Эта функция работает в том числе при чтении DJVU и PDF с OCR слоем.

## Клоны
Существовало несколько так называемых клонов ONYX BOOX. Эти устройства выпускались компанией ONYX International по заказу других компаний и брендов:
- DistriRead — бренд Icarus / (Нидерланды)[18];
- Endless Ideas — бренд BeBook (Нидерланды)[19];
- GlobusGPS — бренд Globusbook (Россия)[20];
- Wolder — бренд Wolder BOOX (Испания)[2].

## ONYX BOOX в школах и другие проекты
Бренд ONYX BOOX участвует в образовательных проектах в России и Польше. В Троицкой православной школе (Россия, Московская область) образовательный процесс в старших классах ведется главным образом при помощи ридеров ONYX BOOX. Кроме того, ридеры ONYX BOOX используются в Черноморском высшем военно-морском училище им П. С. Нахимова.
В 2010 году была выпущена модель ридера специально для интернет-магазина OZON.ru. Она получила 3G модуль, сим-карту от МТС и встроенный браузер, так что книги можно было купить прямо с устройства.
Кроме того, в 2014—2015 годах на базе устройств ONYX BOOX были созданы так называемые фанбуки — ридеры, посвященные творчеству писателей (в частности, Сергея Лукьяненко и Дарьи Донцовой). Программное обеспечение для них разработала компания eBook Applications LLC. Несмотря на то, что фанбуки вызвали интерес среди пользователей и прессы, эти проекты были закрыты, новые фанбуки не выпускаются.

## Конкуренты
Конкурентами устройств ONYX BOOX в России являются прежде всего ридеры от PocketBook International. Кроме того, к числу конкурентов относятся читалки от Amazon (Kindle); в Россию они официально не поставляются, их можно купить в некоторых российских магазинах.
На мировом рынке устройства ONYX BOOX конкурируют с продукцией от целого ряда фирм, включая Amazon, Barnes & Noble, Bigme, Dasung, Fujitsu, Hanvon, Kobo, PocketBook International, reMarkable.

## Критика
К числу недостатков ридеров ONYX BOOX причисляют различные шероховатости и недочёты программного обеспечения, а также довольно высокие цены. Изредка попадаются жалобы на неравномерность подсветки. По степени «отточенности» программное обеспечение устройств ONYX BOOX уступает программному обеспечению от Amazon, Apple, Samsung.
Ранее встречались нарекания на малое время автономной работы в спящем режиме и на неравномерную индикацию заряда, однако от этих проблем удалось избавиться после смены поставщика аккумуляторов и перехода на более энергоэффективные процессоры и значительно более современные версии ОС Android.

## Обзоры ридеров ONYX BOOX
На сайте производителя имеется полный каталог обзоров всех моделей ONYX BOOX, доступный по этой ссылке.